# Viktoras Jucys
Viktoras Jucys (rusky Викторас Юцис, * 23. září 1962, Klaipėda, Litevská SSR, SSSR) je bývalý sovětský a litevský kulturista.

## Životopis
V roce 1980 absolvoval 24. klaipėdské střední odborné učiliště. V roce 1985 se stal  juniorským mistrem mezinárodního přeboru „Jantarová cena“. Je mistrem Litvy z roku 1988 a absolutním vítězem prvního oficiálního poháru SSSR v kulturistice (1988, Petrohrad). Roku 1989 byl Viktoru Jucysovi udělen titul Mistr sportu SSSR.